# 南国育ち (5号機)
『南国育ち』（なんごくそだち）は、2008年12月にオリンピアから発売された5号機のパチスロ機。保通協での型式名は「南国育ちR2」。2009年1月に⌀30機も発売された。パネルは⌀25メダル用が3種類、⌀30メダル用が1種類発売され、特に下パネルは4号機『南国育ち』とほぼ同じデザインとなっている。

## 概要
オリンピア沖スロの代名詞ともいえる台の上部にあるパトライトが、「キュイン！」という効果音とともに光って回転すればボーナス確定という従来と同じ完全告知タイプ。また、パトライト系の機種としては初めてARTタイプとなった。
3枚掛け専用機。有効ラインは上下段が無効かつ小山・小Vの変則5ライン。1ゲームでの最大払い出し枚数は9枚となっている。
ボーナスはビッグボーナスが赤7と青7の2種類、レギュラーボーナスが1種類搭載されている。ビッグボーナスは297枚を超える払い出しで終了し（平均獲得枚数204枚）、レギュラーボーナスは8回入賞もしくは12ゲーム消化で終了する（平均獲得枚数48枚）。
従来5号機においては、ボーナスは図柄ごとに別フラグとなっていたが、2008年に行われた規制緩和により、本機では赤7と青7のどちらでも好きな方を揃えられる様になっている（5号機初）。
本機のコイン増加の肝となるART「南国チャンス」は50ゲーム1セットで、純増約1.5枚/G。
天井RTを搭載し、ボーナスもしくはART終了後、蝶・リプレイ・リプレイ図柄の特殊リプレイ入賞後996ゲームで、押し順ベルの取りこぼしにより発動する。

## 南国チャンス (ART)
ボーナス当選後、ビッグボーナスならラスト8ゲーム、レギュラーボーナスならボーナス突入時から始まる「バタフライゾーン」中に、リール左パネルにある4号機の『南国育ち』にもあったバタフライランプが点灯（『南国育ち』同様「蝶が飛ぶ」と表現する）すれば、ボーナス終了後にART「南国チャンス」に突入する。
ARTは50ゲーム1セットで、純増枚数は約1.5枚/Gとなっており5号機ではトップクラスである。
また、ARTラスト8ゲームからは、再度「バタフライゾーン」に突入し、蝶が飛べばARTが継続する。継続率は平均80%オーバー。
ART中にボーナスに当選した場合は、ART継続確定となり、ボーナス中の「バタフライゾーン」でフリーズ演出と共に無限ラッキーランプが点灯すれば、ボーナス終了後に次回ボーナスまで継続する無限ARTに突入する。
ARTはリール右パネルの左・中・右ランプ、リール下パネル中央の7セグ及び音声により、最初に止めるリールがナビされ、目押し不要で小役獲得及びパンク回避が可能となっている。
なお、本機ではART突入率の異なる通常・高確・天国のモードが採用されており、ボーナスにおけるART非当選時に昇格抽選が行われる、4号機『南国育ち』とよく似たシステムを採用している。

## ボーナス出現確率
| 設定 | BIG確率 | REG確率 | 合成確率 |
| ---- | ------- | ------- | -------- |
| 1    | 1/397   | 1/669   | 1/249    |
| 2    | 1/392   | 1/662   | 1/246    |
| 3    | 1/388   | 1/655   | 1/244    |
| 4    | 1/383   | 1/649   | 1/241    |
| 5    | 1/379   | 1/643   | 1/238    |
| 6    | 1/374   | 1/636   | 1/236    |

※各数値はメーカー発表値。

## 演出
告知は過去のオリンピア沖スロ同様、「キュイン！」という告知音と共にパトライトが回転すれば確定となるが、従来と違い、リール停止ごとにも告知音がなるため、かなり賑やかな告知となっている。
また、本機はARTが肝となるため、フリーズ予告によりARTが確定する演出もある。その他、スタート音の遅れや通常時と異なるリール停止音（チャンス予告）も採用されている。
サウンドも先代『南国育ち』の効果音を使用し、使用楽曲は過去の南国シリーズのものを使用。アレンジバージョンも存在しており、ART継続回数でサウンドが変化する。

## ゲーム機
- 2009年12月24日、コムシードよりニンテンドーDS用ソフト『南国育ちDS』が発売。4号機と5号機の2バージョンを収録。
- 2010年10月22日、パソコンサイト777town.netにて月額有料会員向けのアプリ正式版の提供を開始。